# The Wanted
The Wanted waren eine fünfköpfige britisch-irische Boygroup.

## Geschichte
Die aus London stammende Boyband wurde 2009 im Rahmen eines Massencastings zusammengestellt. Aus diesem Casting stammen die Mitglieder Thomas Anthony (genannt Tom) Parker, Nathan James (genannt Nathan, Nath) Sykes und James Kevin (genannt Jay) McGuiness. Zwei weitere Mitglieder, Siva (genannt Siva, Seev) Kaneswaran, der zuvor als Model – teilweise zusammen mit seinem Zwillingsbruder Kumarin – mehreren Werbekampagnen mitgewirkt hatte, sowie Maximilian Alberto (genannt Max) George, Mitglied der aufgelösten Band Avenue, kamen später hinzu.
Die Debütsingle All Time Low erschien im Juli 2010, in Deutschland am 15. Oktober. Vorab kam das Debüt-Album der Band am 1. September 2010 auf den deutschen Markt.
Chasing the Sun wurde für den Abspann des Films Ice Age 4 – Voll verschoben ausgewählt. Mit Start des Films in den Kinos konnte sich der Titel international in den Singlecharts platzieren, obwohl er noch nicht auf CD erschienen war.
Die Nachfolgesingle I Found You kam Anfang November 2012 heraus. Im Juni 2013 erschienen die Single Walks Like Rihanna und die dazugehörige EP. Im Juni wurde auch ihre neue Serie The Wanted Life veröffentlicht, die einem Video-Tagebuch ähnelt und die Band bei verschiedenen Erlebnissen, Auftritten usw. zeigt. Im November erschien ihr drittes Album Word of Mouth, zu dem sie 2014 eine Welttour machten.
Im Januar 2014 gab die Gruppe bekannt, dass sie auf unbestimmte Zeit eine Pause einlegen werde.
Am 30. März 2022 starb Tom Parker im Alter von 33 Jahren an den Folgen eines Hirntumors.

## Mitglieder
- Maximilian Alberto „Max“ George (* 6. September 1988 in Manchester)
- Siva „Seev“ Kaneswaran (* 16. November 1988 in Dublin)
- Thomas Anthony „Tom“ Parker (* 4. August 1988 in Bolton; † 30. März 2022)
- Nathan „Nath“ James Sykes (* 18. April 1993 in Gloucester)
- James Kevin „Jay“ McGuiness (* 24. Juli 1990 in Nottingham)

## Diskografie
Studioalben

| Jahr | Titel         | Höchstplatzierung, Gesamtwochen, AuszeichnungChartplatzierungen (Jahr, Titel, Platzierungen, Wochen, Auszeichnungen, Anmerkungen) | Höchstplatzierung, Gesamtwochen, AuszeichnungChartplatzierungen (Jahr, Titel, Platzierungen, Wochen, Auszeichnungen, Anmerkungen) | Höchstplatzierung, Gesamtwochen, AuszeichnungChartplatzierungen (Jahr, Titel, Platzierungen, Wochen, Auszeichnungen, Anmerkungen) | Höchstplatzierung, Gesamtwochen, AuszeichnungChartplatzierungen (Jahr, Titel, Platzierungen, Wochen, Auszeichnungen, Anmerkungen) | Höchstplatzierung, Gesamtwochen, AuszeichnungChartplatzierungen (Jahr, Titel, Platzierungen, Wochen, Auszeichnungen, Anmerkungen) | Höchstplatzierung, Gesamtwochen, AuszeichnungChartplatzierungen (Jahr, Titel, Platzierungen, Wochen, Auszeichnungen, Anmerkungen) | Anmerkungen                            |
| Jahr | Titel         | DE | AT | CH | UK | US | IE | Anmerkungen                            |
| ---- | ------------- | --- | --- | --- | --- | --- | --- | -------------------------------------- |
| 2010 | The Wanted    | — | — | — | UK4 Platin · (52 Wo.)UK | — | IE11 (12 Wo.)IE | Erstveröffentlichung: 22. Oktober 2010 |
| 2011 | Battleground  | — | — | — | UK5 Platin · (17 Wo.)UK | — | IE4 Gold · (17 Wo.)IE | Erstveröffentlichung: 4. November 2011 |
| 2013 | Word of Mouth | — | — | — | UK9 Gold · (7 Wo.)UK | US17 (2 Wo.)US | IE10 (9 Wo.)IE | Erstveröffentlichung: 4. November 2013 |